# Lepidophyma mayae
Lepidophyma mayae là một loài thằn lằn trong họ Xantusiidae. Loài này được Bezy mô tả khoa học đầu tiên năm 1973.